# Haroldswick

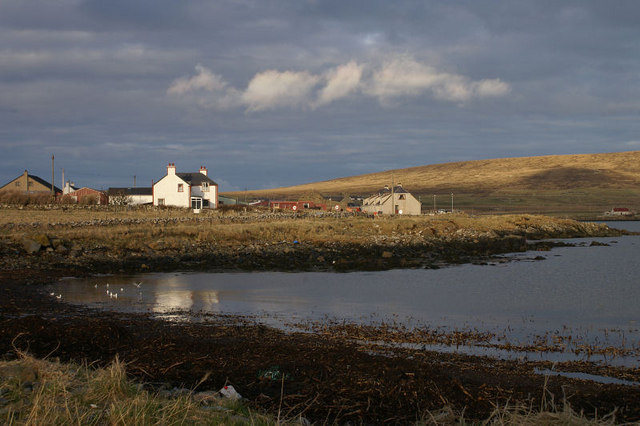
Veduta di Haroldswick

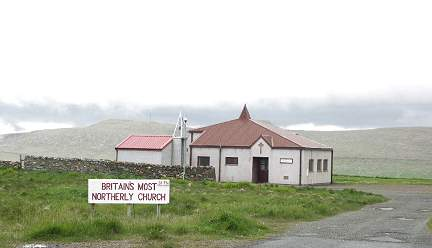
Haroldswick: la chiesa metodista

Haroldswick è una località costiera dell'isola scozzese di Unst, nell'archipelago delle Shetland: secondo centro dell'isola dopo Baltasound, è anche il villaggio più settentrionale e uno degli insediamenti più settentrionali di tutto il Regno Unito.

## Geografia fisica
Haroldswick si trova lungo la costa nord-orientale dell'isola di Unst, a nord di Baltasound e Buness. Da Baltasound dista circa 3 km.

## Origini del nome
Il villaggio deriva dal termine norreno Haraldsvík, che significa "baia di Harald", e fa riferimento a Harald I di Norvegia, noto anche come Harald Bellachioma. 

## Monumenti e luoghi d'interesse

### Architetture religiose

#### Chiesa metodista di Haroldswick
Principale edificio religioso del villaggio è la Haroldswick Methodist Church, costruita tra il 1990 e il 1993 su progetto dell'architetto Frank A. Robertson in sostituzione di una chiesa preesistente che era stata gravemente danneggiata dai forti venti. È la chiesa più settentrionale del Regno Unito.

### Siti archeologici

#### Tomba di Harald
Altro luogo d'interesse sono i resti di una tomba vichinga delle dimensioni di 50x25 piedi: questa tomba è nota come Harold's Grave ("tomba di Harald"), in quanto si ritiene, probabilmente erroneamente, che qui possa essere sepolto Harald Bellachioma.

## Società

### Evoluzione demografica
Al censimento del 1991, Haroldswick contava 300 abitanti.

## Cultura

### Musei

#### Unst Heritage Centre
A Haroldswick si trova l'Unst Heritage Centre, un museo che illustra la storia dell'isola di Unst. 

#### Unst Boat Haven
Altro museo di Haroldswik è l'Unst Boat Haven, in cui sono esposte imbarcazioni da pesca tradizionali delle isole Shetland e della Scandinavia.

## Economia
Nel 2006, per rilanciare l'economia del villaggio e la crescita occupazionale dopo la chiusura delle basi della RAF, fu creato nell'ex-base di Saxa Vord un residence, dove si trova la distillera più settentrionale del Regno Unito.